# Roland (Vorname)
Roland ist ein männlicher Vorname.

## Herkunft und Bedeutung
Der zugrundeliegende germanische Personenname (protogermanisch *Hrōþilandą) ist zusammengesetzt aus den Elementen *hrōþiz (ahd.
hruod) „Ruhm“ und *landą (ahd. lant) „Land“ und ergab u. a. altfränkisch *Hruodland (belegt in der latinisierten Form Hroudlandus), ahd. Hruotland und mittelniederländisch Roelant. Roland stellt zunächst die altfranzösische Namensform dar, die dann in weitere Sprachen entlehnt wurde.
Der bekannteste Namensträger ist der als Rotlandus in der Vita Karoli Magni attestierte Graf der bretonischen Mark unter Karl dem Großen, der am 15. August 778 bei Roncesvalles im Kampf gegen ein baskisches Heer fiel. An dieser Figur entzündete sich später das altfranzösische Rolandslied (um 1100), das den Namen in weitere Literatursprachen trug, indem es u. a. den italienischen Orlando furioso (1516) des Ariost anregte. Während das zweite Element, ahd. lant, in Personennamen vergleichsweise selten ist – zu nennen sind allenfalls niederdeutsch Lambert und seine hochdeutsche Variante Lamprecht –, hat sich ahd. hruod daneben auch in den schon mittelalterlichen Namen Rüdiger, Rudolf, Roswitha sowie im normannischen Robert und dem ursprünglich französischen Roger (< altfranzösisch Rogier, entsprechend wiederum dem deutschen Rüdiger) erhalten.

## Namenstag
- 15. September: Roland von Salsomaggiore († 1386), Einsiedler
- 14. Juli: Roland von Chézery († 1200), Abt des Klosters Chézery
- 9. November (Kirchenkalender)

## Varianten
Die weibliche – äußerst selten vorkommende – Form des Vornamens ist Rolande. Varianten in anderen Sprachen umfassen:
- englisch: Rowland, Rolland oder Roland, auch verkleinert zu Roly und Rowley
- italienisch: Rolando, Orlando
- litauisch: Rolandas
- niederländisch: Roeland, verkleinert zu Roel
- portugiesisch: Rolando, Roldão
- russisch: Rolan
- spanisch: Rolando, Roldán, Rolán sowie Orlando
- ungarisch: Lóránt oder Loránd

## Bekannte Namensträger
- Roland, Rotlandus oder Hruotland (≈736–778), Markgraf im Frankenreich, Held der Rolandssage und des Rolandsliedes
- Roland, Lord of Galloway († 1200), schottischer Magnat
- Roland von Parma (12./13. Jahrhundert), italienischer Chirurg

- Roland Bausert (* 1942), deutscher Schlagersänger
- Roland Benz (* 1940), deutscher Fußballspieler
- Roland Benz (* 1943), deutscher Biophysiker und Elektrophysiologe
- Roland Berger (* 1937), deutscher Unternehmer und Berater
- Roland Bothner (* 1953), deutscher Philosoph und Kunsthistoriker
- Roland Braun (* 1972), deutscher Nordischer Kombinierer
- Roland Braun (* 1953), deutscher General a. D. der Luftwaffe
- Roland Büchner (* 1954), deutscher Domkapellmeister in Regensburg, Leiter der Regensburger Domspatzen
- Roland De Wolfe (* 1979), britischer Pokerspieler
- Roland Dickgießer (* 1960), deutscher Fußballspieler
- Roland Dressel (1932–2021), deutscher Fotograf und Kameramann
- Roland Dupont (1909–2004), US-amerikanischer Jazzposaunist
- Roland Düringer (* 1963), österreichischer Kabarettist
- Roland Dyens (1955–2016), französischer Komponist und Gitarrist
- Roland Emmerich (* 1955), deutscher Filmemacher
- Roland Graf von Faber-Castell (1905–1978), deutscher Aristokrat und Großindustrieller
- Roland Freisler (1893–1945), deutscher Jurist und Politiker (NSDAP)
- Roland Garros (1888–1918), französischer Luftfahrtpionier
- Roland Gööck (1923–1991), deutscher Sachbuchautor und Herausgeber
- Roland Hattenberger (* 1948), österreichischer Fußballspieler
- Roland Henz (1949–2017), deutscher Politiker (SPD), MdL, Oberbürgermeister von Saarlouis
- Roland Herrmann (* 1967), Schweizer Schauspieler
- Roland Hoff (1934–1961), deutsches Todesopfer an der Berliner Mauer
- Roland M. Horn (* 1963), deutscher Sachbuchautor, Amateur-Astronom, UFO-Phänomen- und Atlantis-Forscher
- Roland Huber (20. Jahrhundert), deutscher Mathematiker
- Roland Hug (1936–2019), Schweizer Jazzmusiker
- Roland Jankowsky (* 1968), deutscher Schauspieler
- Roland Kaiser (* 1952), deutscher Schlagersänger
- Roland Koch (* 1958), deutscher Politiker (CDU)
- Roland Koch (* 1959), Schweizer Schauspieler
- Roland Köhler (* 1955), Schweizer Verleger
- Roland Kopf (* um 1960), deutscher Motorradrennfahrer und Unternehmer
- Roland Korn (* 1930), deutscher Architekt
- Roland Kübler (* 1953), deutscher Schriftsteller
- Roland Leitinger (* 1991), österreichischer Skifahrer
- Roland Linz (* 1981), österreichischer Fußballspieler
- Roland Mai (1935–2017), deutscher Ingenieur und Hochschullehrer
- Roland März (1939–2020), deutscher Kunsthistoriker und Kurator
- Roland Matthes (1950–2019), deutscher Schwimmer
- Roland Muhr (1948–2015), deutscher Organist und Kirchenmusiker
- Roland Oppermann (1933–2025), deutscher Generalmajor der Bundeswehr
- Roland Peil (* 1967), deutscher Schlagzeuger und Percussionist
- Roland Pfaus (* 1968), deutscher Schauspieler
- Roland Pröll (* 1949), deutscher Pianist
- Roland Putsche (* 1991), österreichischer Fußballspieler
- Roland Resch (* 1984), österreichischer Motorradrennfahrer
- Roland Reichenbach (* 1962), Schweizer Pädagoge und Hochschullehrer
- Roland Schimmel (* 1966), deutscher Rechtswissenschaftler
- Roland Schnell (1921–1980), deutscher Motorradrennfahrer
- Roland Speicher (* 1960), deutscher Mathematiker, Hochschullehrer
- Roland Topor (1938–1997), französischer Autor, Schauspieler und Maler
- Roland Tralmer (* 1967), Politiker (CDU)
- Roland Trettl (* 1971), deutsch-italienischer Koch und Autor
- Roland Evelyn Turnbull (1905–1960), britischer Generalgouverneur von British North Borneo
- Roland W. (1941–2009), deutscher Schlagersänger
- Roland Wabra (1935–1994), deutscher Fußballspieler
- Roland Wille (* 1961), liechtensteinischer Marathonläufer
- Roland Wöller (* 1970), deutscher Politiker (CDU)
- Roland Wohlfarth (* 1963), deutscher Fußballspieler